# Działoszyce
Działoszyce – miasto w Polsce, w województwie świętokrzyskim, w powiecie pińczowskim, siedziba gminy miejsko-wiejskiej Działoszyce i parafii Trójcy Świętej w Działoszycach. Położone w widłach rzek Jakubówka i Sancygniówka, która jest dopływem rzeki Nidzica. Przez środek miasta przechodzi DW768.

## Historia

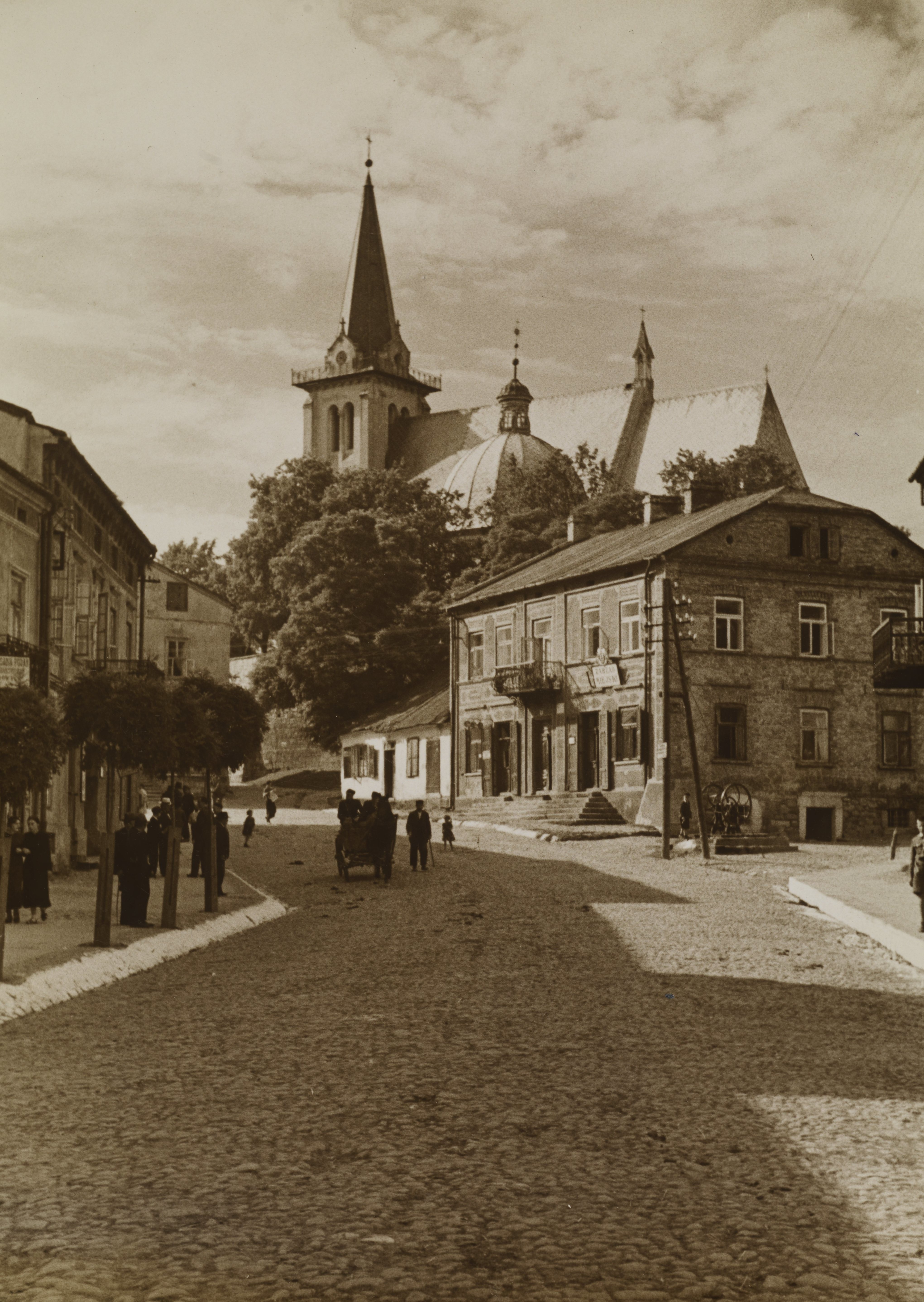
Działoszyce w 1936 r., widok z ul. Kościelnej, dziś Moniuszki na gotycki kościół pw. Trójcy Świętej i nieistniejący budynek Magistratu Działoszyc, fot. Henryk Poddębski

Działoszyce powstały w miejscu przejścia przez rzekę Jakubówka ważnych średniowiecznych traktów m.in. z Rusi na Śląsk do Wrocławia i z Jędrzejowa do Krakowa.

### Średniowiecze
Pierwsza wiadomość o Działoszycach pochodzi sprzed 1220.  Działoszyce rozwijały się dzięki protekcji biskupa Iwona Odrowąża..
W r. 1363 Andrzej, dziedzic Działoszyc, dostał od króla Kazimierza Wielkiego prawo pobierania cła na rzece Jakubówka, zwanej wówczas Dzierzążna (Dzyerzanska), po 2 denary od wozu, a gdyby ktoś w obrębie 1 mili [ok. 7 km] od punktu poboru opłat usiłował go przekroczyć bez uiszczania takowych, traci cały swój towar.
W czasach Kazimierza Wielkiego miały ok. 430 mieszkańców. 
W 1409 król Władysław Jagiełło zezwolił Michałowi z Bogumiłowic, Chmielowa, i Czyżowa herbu Półkozic, kasztelanowi lubelskiemu założyć miasto na prawie magdeburskim we wsi Działoszyce i nadał mu Immunitet sądowy oraz targ w poniedziałki. Nad Jakubówką istniały plebańskie sadzawki rybne (dziś Księże Stawy) wzmiankowane już przez Jana Długosza w latach 1470-1480. 

### XVI-XVIII w.
W roku 1512 król Zygmunt Stary dziedzicowi Działoszyc, kasztelanowi kaliskiemu Stanisławowi z Ostroroga herbu Nałęcz zwiększył cło na rzece Dzierzążni (Dzierzasna) z 2 denarów do 1 grosza od wozu i 5 oboli od konia. . Działoszyce były ośrodkiem rzemieślniczym i handlowym. Rozwijały się tu garbarstwo i olejarstwo, a w późniejszym okresie sukiennictwo. 
W 1595 roku miasto położone w powiecie proszowskim województwa krakowskiego było własnością rodu Śmigielskich.
W 1629 w mieście było 13 rzemieślników. Znajdowały się tu młyn i stępa napędzane przez dwa koła wodne. W 1662 Działoszyce miały 468 mieszkańców.
W I połowie XVIII w. właścicielem Działoszyc był oboźny koronny Jerzy Marcin Ożarowski herbu Rawicz (1685-1741), a w II połowie jego syn Piotr Ożarowski (ok. 1725-1794) kasztelan wojnicki.
W 1788 w Działoszycach było 159 domów i 720 mieszkańców. Miasto posiadało przywilej na odbywanie 12 jarmarków w ciągu roku.

### 1795-1918
Na przełomie XVIII i XIX w. właścicielką Działoszyc była Marianna z  Kobielskich herbu Jelita (zm. w 1808 r.) żona Jędrzeja Jabłonowskiego h. Grzymała (zm. 1773 r.).
W 1795, w następstwie III rozbioru, Działoszyce znalazły się na dwanaście lat w zaborze austriackim. W okresie 1807–1815 należały do Księstwa Warszawskiego, by w 1815, na ponad sto lat przejść pod zabór rosyjski. Pozostawanie blisko granicy z Austrią i Rzeczpospolitą Krakowską, w dogodnym dla handlu obszarze, sprawiło, iż znacznie nasiliło się osadnictwo żydowskie..
W 1820 liczba ludności miasta wynosiła już 1692 osoby. Wśród nich było 436 chrześcijan i 1256 Żydów (74%). Pierwsi trudnili się głównie rzemiosłem i rolnictwem, drudzy zajmowali się przede wszystkim handlem. W 1827 Działoszyce miały 1735 mieszkańców, w 1857 – 3000, a w 1879 już 5170 osób. W 1894 wybuchła epidemia cholery, w wyniku której zmarło 126 osób, w większości Żydzi.
Zajmowali się przeważnie przemysłem i handlem. W mieście działało w tym czasie 6 garbarni, 3 cegielnie, 2 olejarnie, 2 fabryki świec, kopalnia gipsu oraz kaflarnia. 
W 1899, spośród ogólnej liczby 5170 mieszkańców, 4673 (90%) było Żydami.

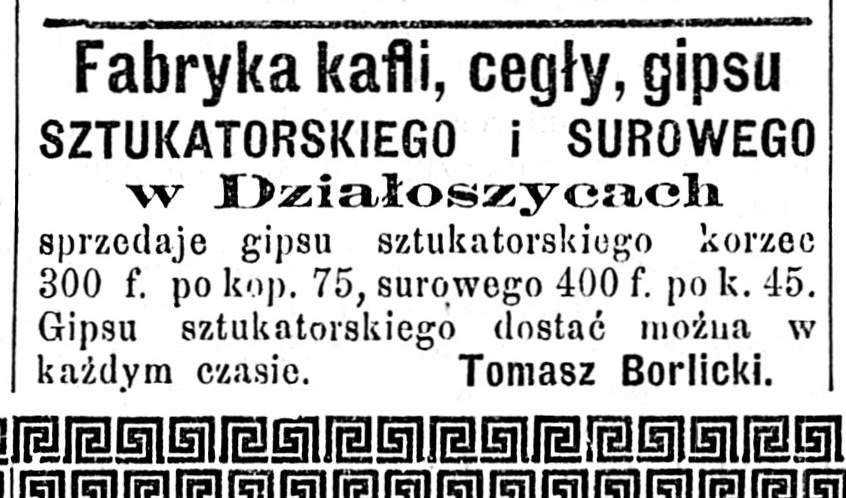
Reklama fabryki Tomasza Borlickiego w "Gazecie Kieleckiej", 1892

Największym przedsiębiorstwem w Działoszycach była fabryka Borlickich założona w 1859 r. i będąca własnością Borlickich do 1918 r., w której w szczytowym okresie pracowało ponad 100 osób. W jej skład wchodziły gipsiarnia, cegielnia oraz kaflarnia. Obok kafli produkowano w niej m.in. wanny kaflowe i dachówkę żłobkowaną. Do ich wyrobu zatrudniono uzdolnionych robotników sprowadzonych z Warszawy, Kielc i Piotrkowa. Kafle miały trwałą polewę, a piece odznaczały się solidnością, wykończeniem i „piękną powierzchownością”. Piece Borlickiego miały taką markę, że kupowane były nie tylko w okolicy, ale także przez warszawskich i łódzkich bogatych przemysłowców, a w roku 1884 zainstalowane zostały w nowym gmachu Towarzystwa Kredytowego Ziemskiego w Kielcach. W roku 1886 Tomasz Borlicki (1838–1911) otworzył w Kielcach filię swojej firmy, w której był skład różnego asortymentu gipsu: palony i niepalony, sztukatorski i rolniczy. Borliccy wyroby ze swojej fabryki prezentowali na wystawach przemysłowych, zdobywając za nie nagrody (np. na wystawie w Warszawie w roku 1902 ich produkt został wyróżniony brązowym medalem). W fabryce Borlickich powstały także dużych rozmiarów polichromowane stacje drogi krzyżowej zdobiące m.in. kościoły w Działoszycach i podkrakowskiej Alwernii. U schyłku XIX w. firmę przejął syn Tomasza - Wacław Michał Borlicki (1874–1943). Na początku XX wieku fabryka produkowała rocznie m.in. 1000 pieców emaliowanych tradycyjnych białych oraz 100 majolikowych, drogich, z bogato zdobionymi kaflami w kilku kolorach, na których były ręcznie malowane sceny rodzajowe, pejzaże, owoce i pokryte płaskorzeźbami zwieńczenia z wypalanej gliny, a także 750 tys. cegieł. Po 1918 roku, wskutek zadłużenia W.M.Borlickiego zapewne w wyniku kryzysu spowodowanego I wojną światową, cała firma i nieruchomości Borlickich zostały przejęte przez Gerszona Schöntala (Szentala).

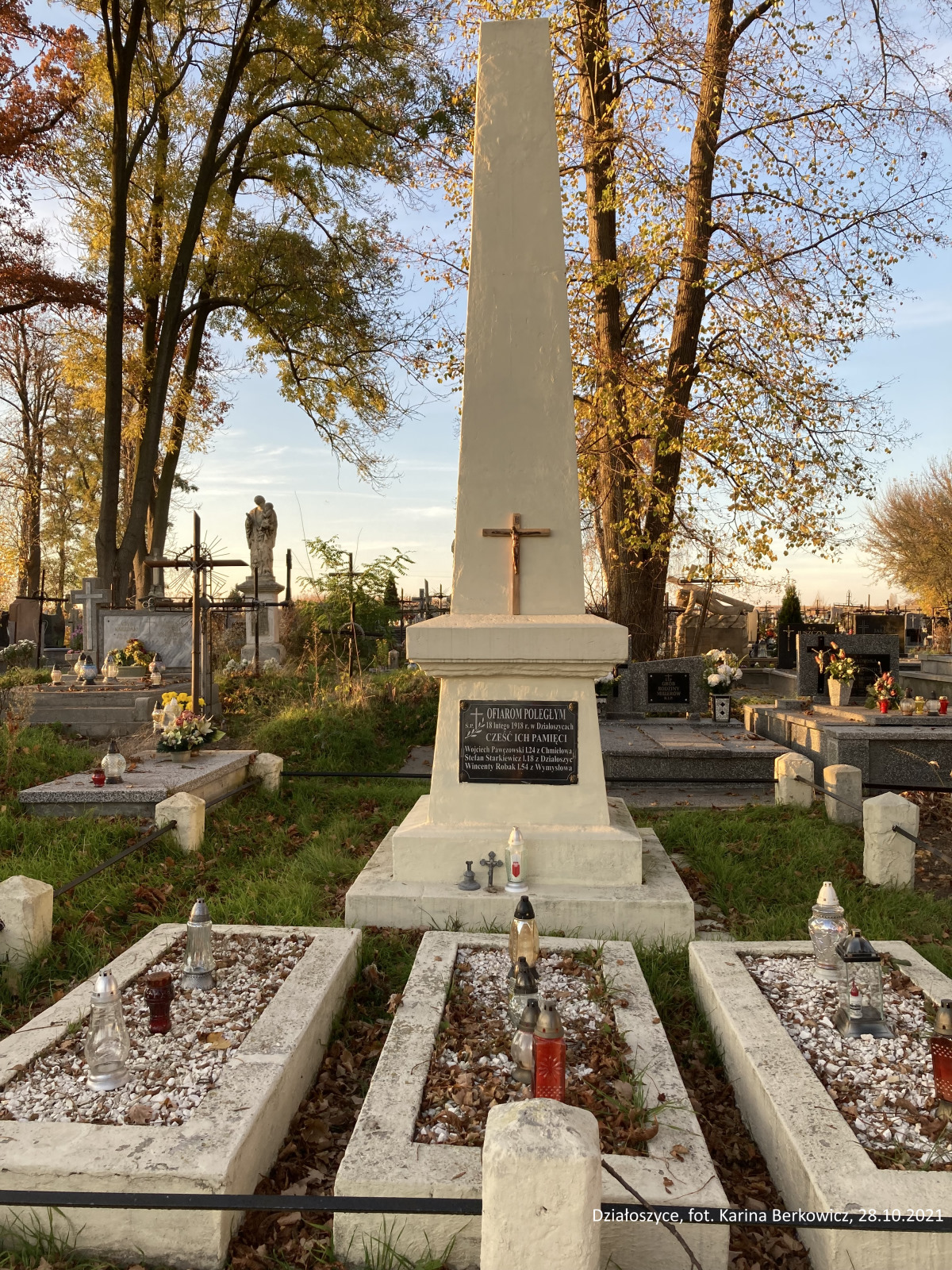
Pomnik ofiar poległych w trakcie tłumienia manifestacji 18 lutego 1918 r. w Działoszycach na miejscowym cmentarzu parafialnym, fot. K. Berkowicz, 2021

18 lutego 1918 r. miała miejsca masowa demonstracja polskiej ludności z Działoszyc i okolicy przeciwko Traktatowi Brzeskiemu z 9 lutego 1918, którego treść wywołała wzburzenie wśród polskiej opinii publicznej. Manifestacja została zorganizowana przez miejscowy oddział Polskiej Organizacji Wojskowej. W trakcie tłumienia manifestacji przez żandarmów austriackich zostały zastrzelone trzy osoby: Stefan Starkiewicz syn burmistrza Działoszyc (lat 15) , Wincenty Robak z Wymysłowa (lat 54) i Wojciech Pawęzowski z Chmielowa (lat 24), a trzy dalsze zostały ranne: Wincenty Brykalski i Stanisław Markiewicz z Działoszyc, oraz Stanisław Motłoch z Chałupek Jakubowskich, a później kilkanaście osób zostało aresztowanych. 

### 1918-1939

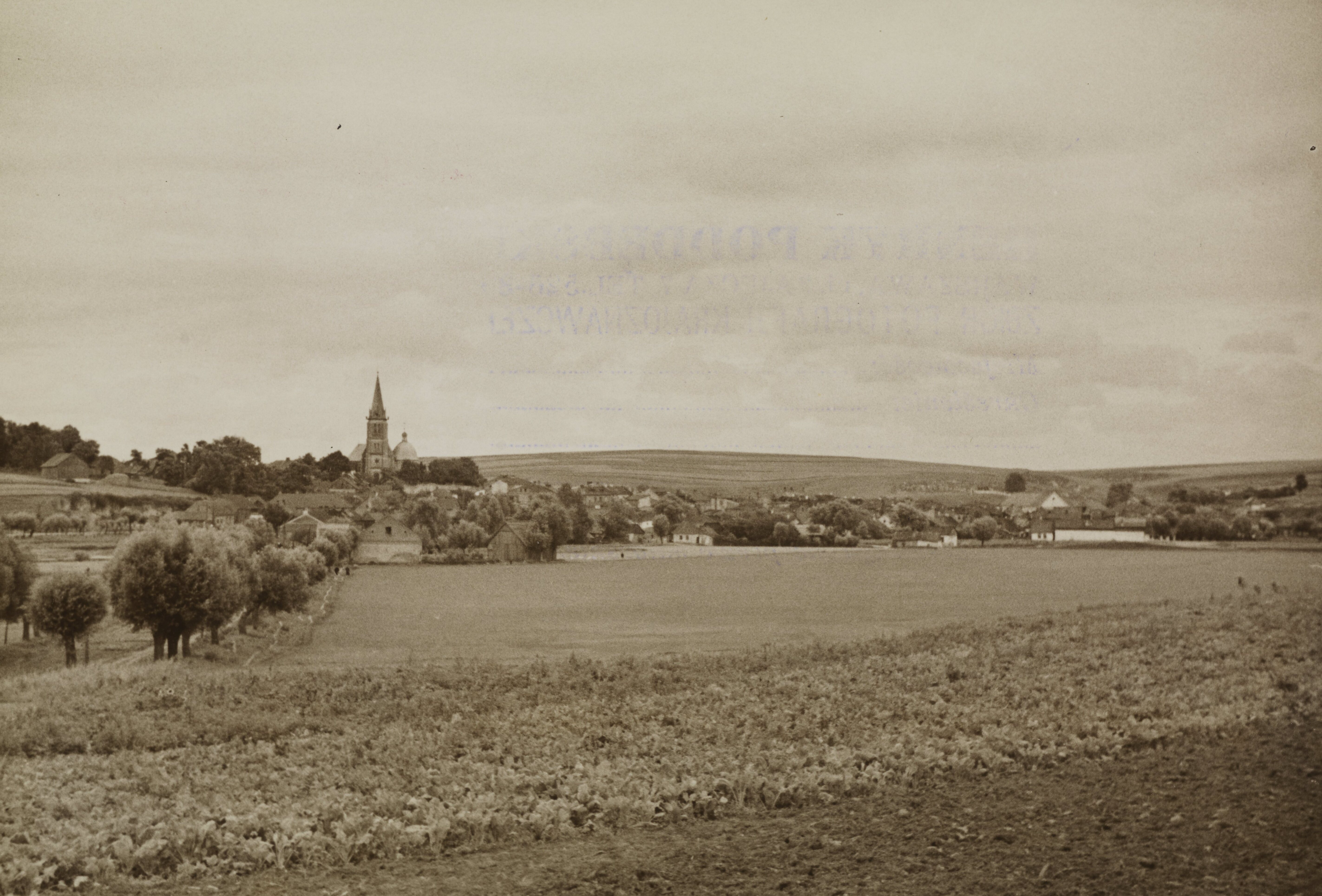
Widok na Działoszyce od zachodu, od Chmielowa, widoczny kościół pw. Trójcy Świętej, fot. Henryk Poddębski, 1936

W okresie dwudziestolecia międzywojennego w Działoszycach handlowano zbożem, drobiem oraz trzodą chlewną. Funkcjonowało tu także kilka małych zakładów przemysłowych. M.in. olejarnia, kaflarnia, garbarnia oraz 2 młyny. Liczba mieszkańców malała z powodu konkurencji większych zakładów przemysłowych położonych w sąsiednich ośrodkach, a także problemów komunikacyjnych. Żydzi stanowili ok. 80% mieszkańców miasta.  W 1921 miasto miało 6755 mieszkańców, do 1939 liczba ta zmalała do 5872.

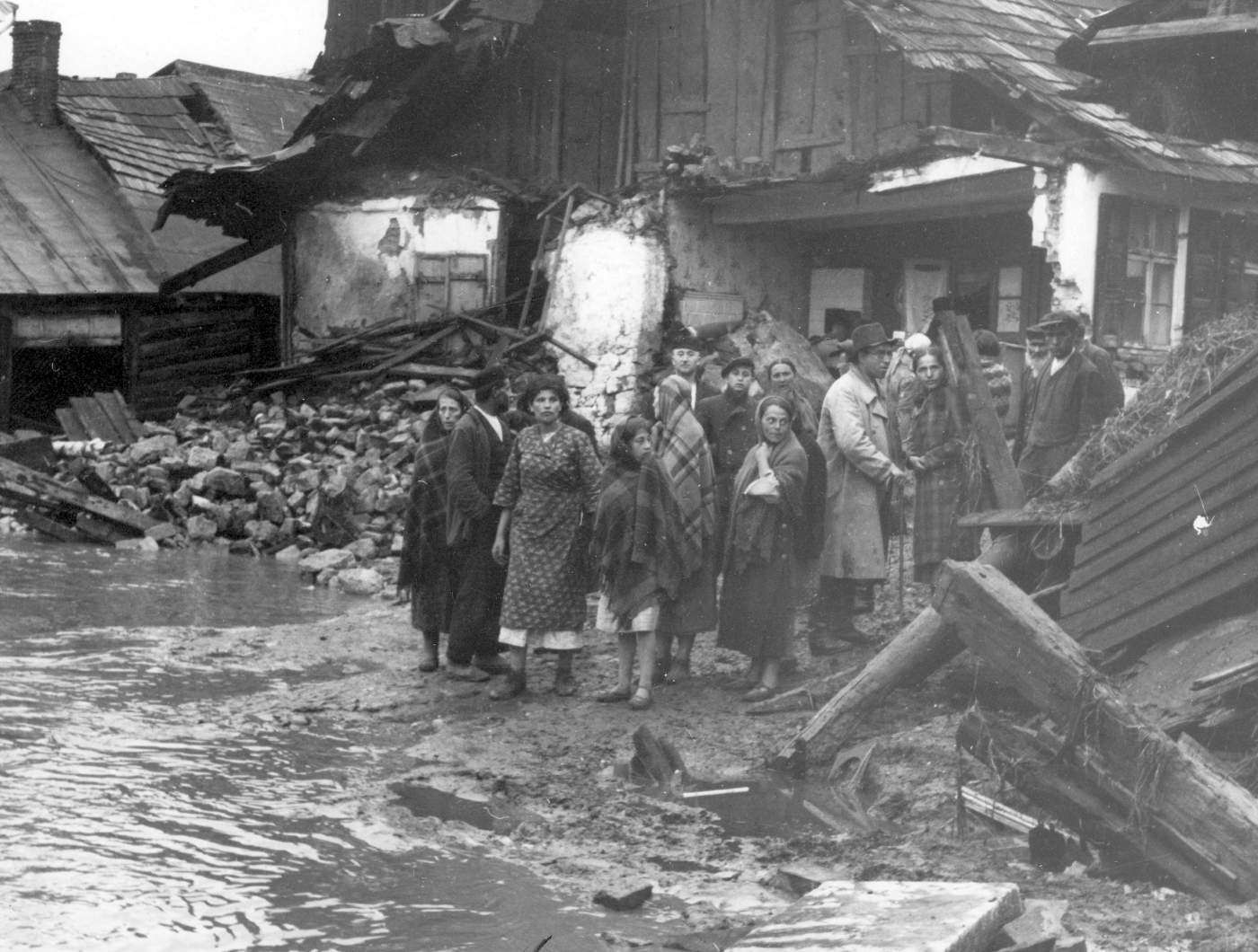
Zniszczenie Działoszyc przez wody Jakubówki po powodzi 22 maja 1937 r., fot. IKC, maj 1937

22 maja 1937 roku miała miejsce powódź błyskawiczna, po nawalnych opadach, przepływająca przez całe miasto Jakubówka tak wezbrała, że jej wody w Działoszycach całkiem zniszczyły lub uszkodziły 210 domów. W czasie tej powodzi utonęło w mieście, niekiedy w mieszkaniach bo tak szybko podnosiła się woda, 6 osób.

### Po 1939 r.

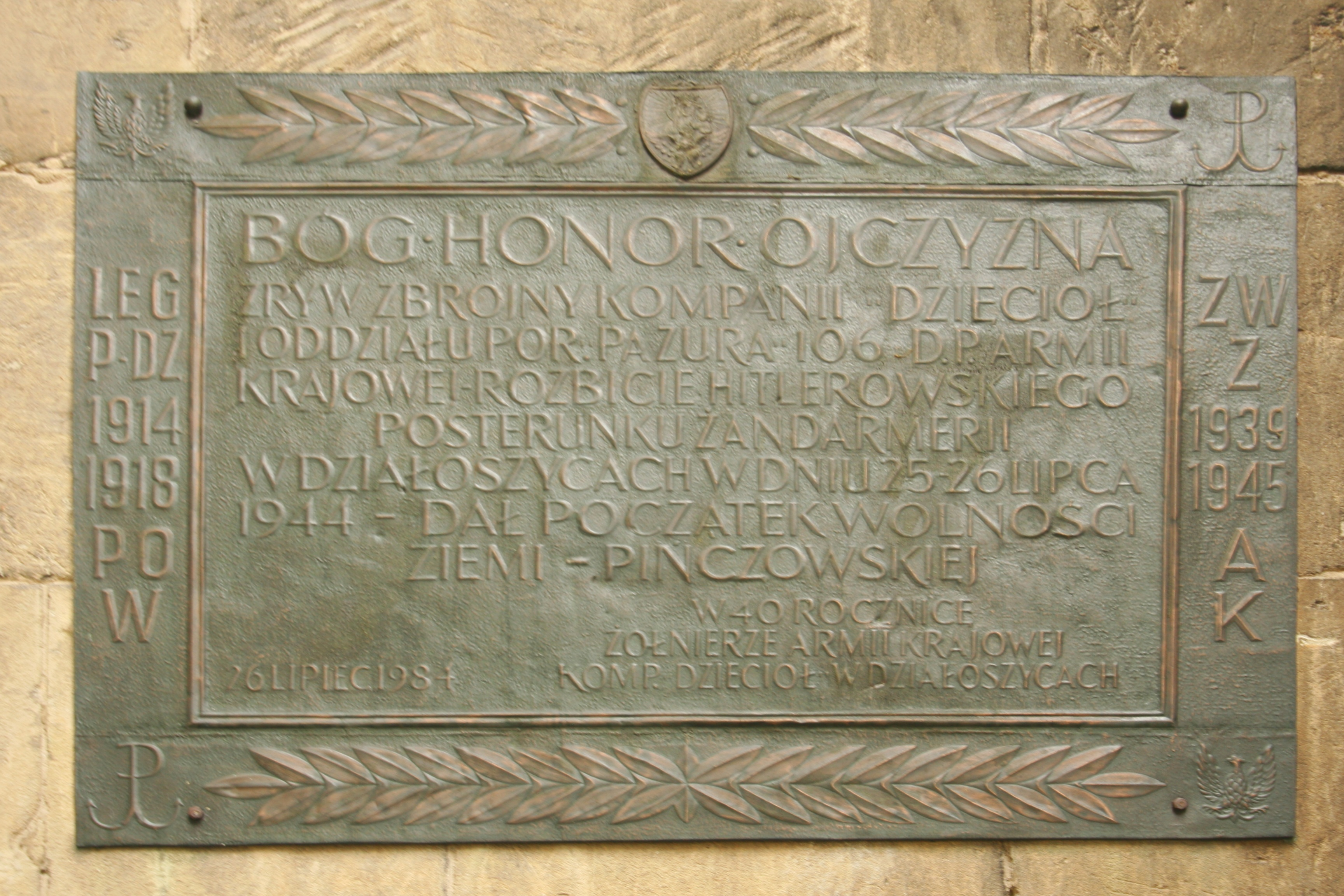
Tablica upamiętniająca działania Armii Krajowej w Działoszycach wykonana w 1984 r., osadzona w murze miejscowego kościoła, fot. Przykuta 2008

W czasie okupacji niemieckiej wywieziona lub zabita została niemal cała ludność żydowska miasteczka. W czasie tworzenia tzw. Republiki Pińczowskiej, 26 lipca 1944 partyzanci Armii Krajowej dowodzeni przez Tomasza Adrianowicza (pseudonim "Pazur") po rozbiciu posterunku policji i żandarmerii niemieckiej wyzwolili Działoszyce. 
W 40 rocznicę tej akcji, w kościele zamontowana została tablica upamiętniająca działania Armii Krajowej w Działoszycach (obecnie umieszczona na zewnętrznej ścianie kościoła) o treści:

 BÓG HONOR OJCZYZNA 
ZRYW ZBROJNY KOMPANII DZIĘCIOŁ  
I ODDZIAŁU POR. "PAZURA" 106 D.P.ARMII 
 KRAJOWEJ-ROZBICIE HITLEROWSKIEGO 

POSTERUNKU ŻANDARMERII 

W DZIAŁOSZYCACH W DNIU 25-26 LIPCA 

1944 - DAŁ POCZĄTEK WOLNOŚCI 

ZIEMII - PIŃCZOWSKIEJ 

26 LIPIEC 1984 

W 40 ROCZNICĘ 

ŻOŁNIERZE ARMII KRAJOWEJ 

KOMP.DZIĘCIOŁ W DZIAŁOSZYCACH 

W 50 rocznicę powstania Republiki Pińczowskiej partyzancka akcja został upamiętniona drugą tablicą umieszczoną na budynku szkoły przy ul. Szkolnej 5. 
W 1946 Działoszyce miały już zaledwie 2506 mieszkańców.
Według danych z 31 grudnia 2010 miasto miało 991 mieszkańców, a w 2022 - 868 mieszkańców.
W latach 1975–1998 miasto administracyjnie należało do  województwa kieleckiego.

## Ludzie związani z Działoszycami (wg daty urodzenia)
- Urodzeni:

- Ludomir Tarkowski (1897-1944) – kapitan piechoty Wojska Polskiego II RP, major Polskich Sił Zbrojnych; odznaczony Krzyżem Srebrnym Orderu Virtuti Militari nr 10024
- Jerzy Niemczycki vel Jerzy Orłowski ps. „Janczar”, „Szydło” (1918-2006)  – kapitan piechoty Polskich Sił Zbrojnych i Armii Krajowej, cichociemny, odznaczony czterokrotnie Krzyżem Walecznych.

## Zabytki

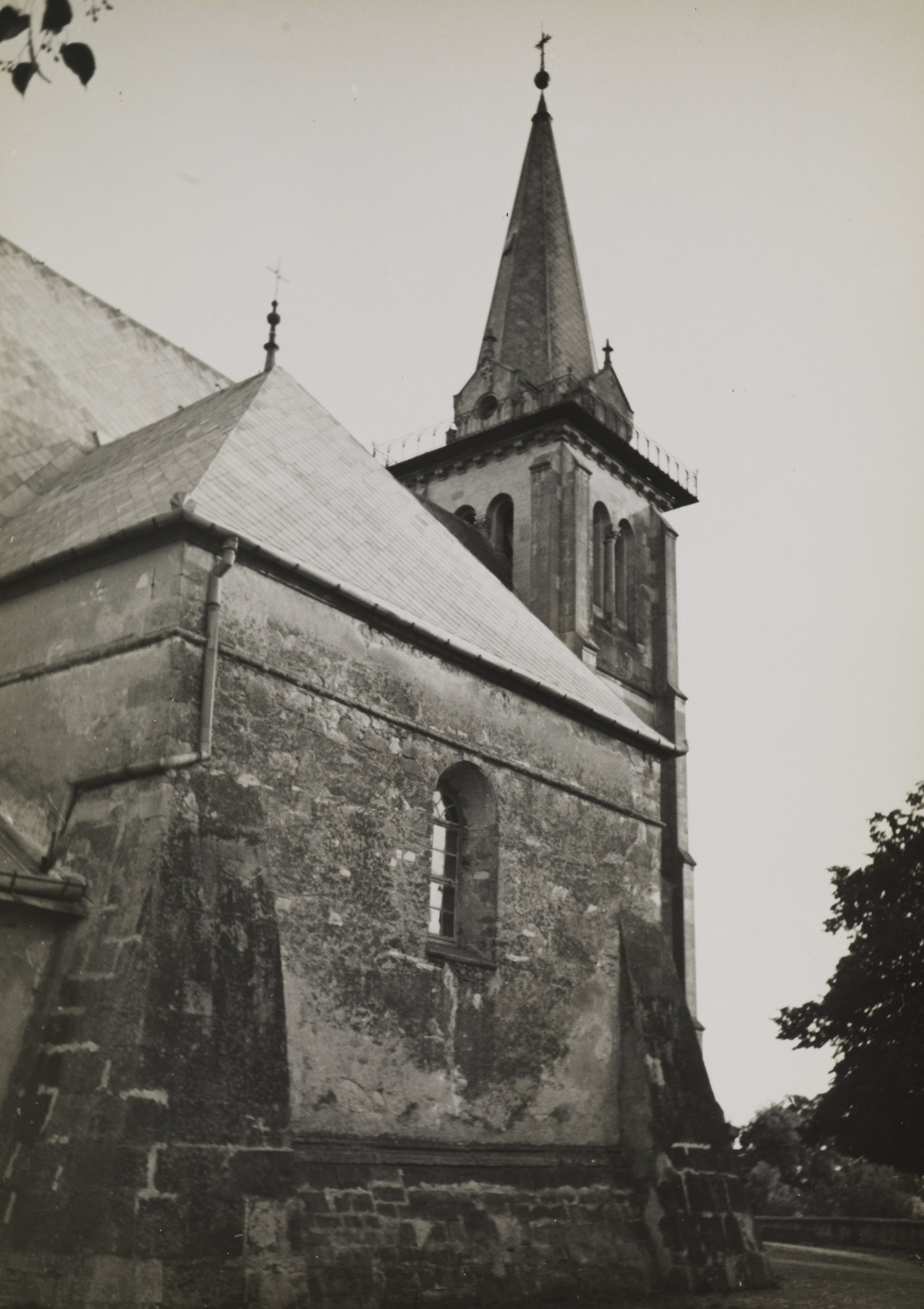
Północna strona kościoła w Działoszycach, fot. Henryk Poddębski, 1936

- Kościół parafialny pw. Trójca Święta, erygowany w 1222, gotyckie prezbiterium ze sklepieniem krzyżowo-żebrowym, przebudowany w XVII w. w stylu barokowym, w XIX w. przebudowany ponownie (przedłużenie nawy i dobudowanie wieży), kaplice pw. Świętej Anny z 1637 i pw. Matki Boskiej Różańcowej z 1663.

W połowie XIX w. Kazimierz Stronczyński, który w latach 1844-1855 przeprowadził inwentaryzację zabytków na całym terenie Królestwa Polskiego, uznał że kościół ten należy do najpiękniejszych pomników budownictwa gotyckiego w Polsce.
Wpisany do rejestru zabytków nieruchomych (nr rej.: A/629 z 11.02.1967).
- Zespół kościoła parafialnego p.w. św. Trójcy, na zespół obok kościoła składają się m.in. budowle z 1869 r.: bardzo wysoki kamienny mur oporowy wzmocniony szkarpami oraz mur kamienny nakryty jednospadowym daszkiem z bramą główną "trójprzęsłową, filarowo-arkadową"  w której "arkady ostrołuczne, w profilowanej opasce", a "skrzydła bramne z żelaza kutego"(id: PL.1.9.ZIPOZ.NID_E_26_ZE.692).[27]
- Kamienna figura Chrystusa Frasobliwego na kolumnie, barokowa, z 1632 r.[28]
- Kamienna figura św. Antoniego Padewskiego na postumencie, barokowa, z połowy XVIII w., wysokość figury z postumentem 3,6 m. Znajduje się po wschodniej stronie miasta, od strony Jakubowic, przy skrzyżowaniu ulic Pińczowskiej i Tomasza Adrianowicza. Święty przedstawiony z zakonną tonsurą, w habicie przewiązanym sznurem z węzłami, zwrócony jest w stronę Dzieciątka Jezus, które podtrzymuje lewą ręką, w prawej trzymając lilie. U stóp figury dwie główki aniołków. Sama figura ustawiona jest na wysokim postumencie z profilowanym gzymsowaniem i taką podstawą. Na froncie postumentu herb Roch w ozdobnym otoku stylizowanych liści zwieńczonym otwartą koroną. Po bokach litery: A – W – Z – S – C – B – P – D („Antoni Wiszowaty z Szumek Kanonik Bobowski Prepozyt Działoszycki”). Na postumencie figury, poniżej herbu Roch, znajduje się, dziś już niezbyt czytelny, dość długi tekst. Jest to responsorium św. Antoniego Padewskiego, które jednak nie odpowiada żadnej ze znanych, popularnych dziś, polskich wersji. Fundacji ks. Antoniego Wiszowatego (1706-1769), który od 1739 do śmierci był plebanem w Działoszycach, gdzie zmarł i pochowany został w miejscowym kościele przy ołtarzu św. Krzyża.[7]

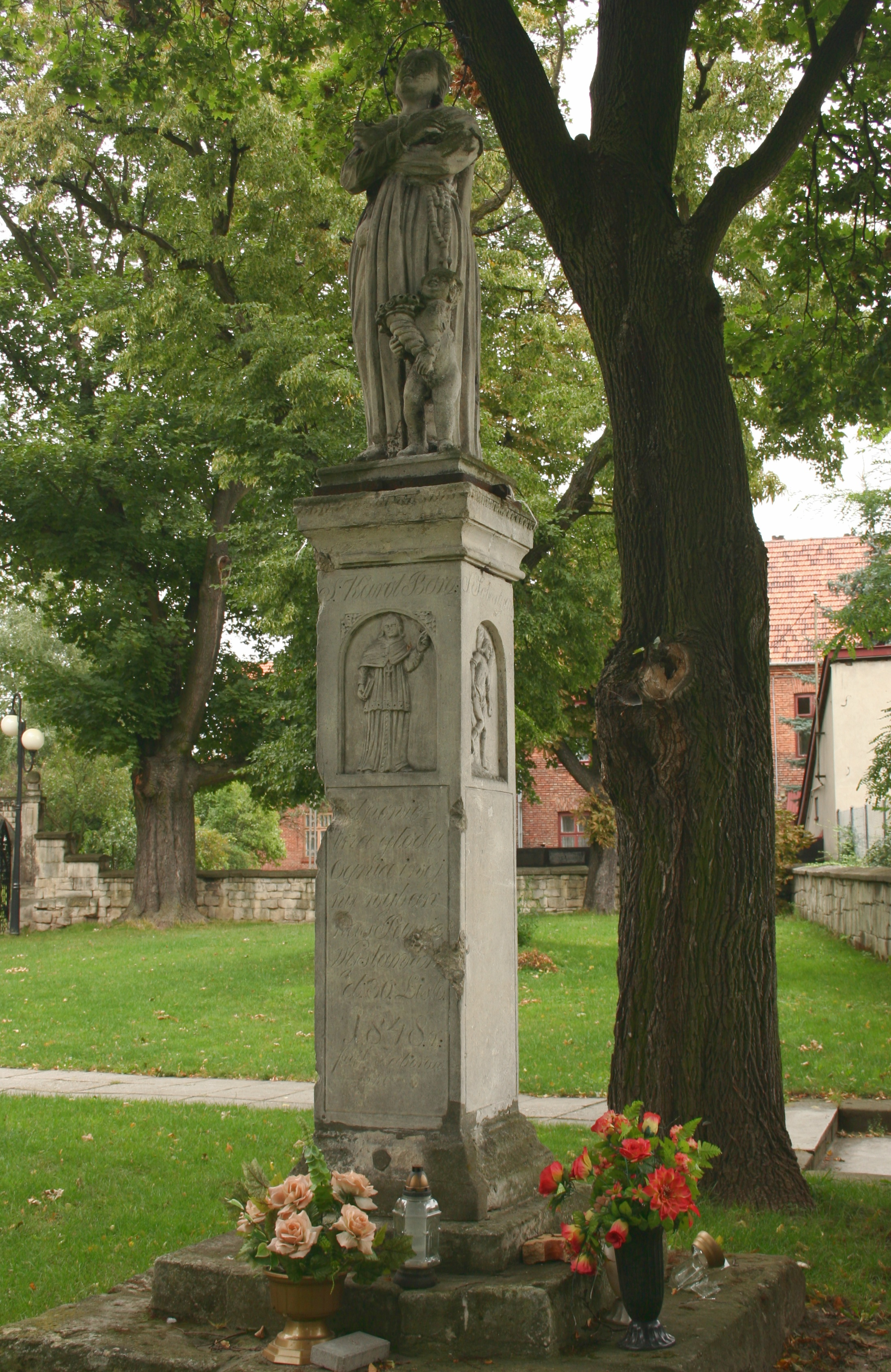
Figura św. Rozalii z 1848 r. stojąca koło działoszyckiego kościoła, przy bramie na schody od wschodniej strony, fot. Przykuta, 2008

- Kamienna figura św. Rozalii na słupie, na którym na jego czterech ścianach płaskorzeźby św. Rocha, Karola Boromeusza, Sebastiana i Ignacego oraz (z frontu) suplikacja "Od powietrza, ognia i wojny wybaw nas Panie". Wykonana została w 1848 r. przez Józefa Zaborowskiego.[28]
- Cmentarz parafialny z XIX wieku, założony na początku XIX w., przy ul. Zakościelnej, z kaplicą grobową rodziny Michalskich, z zabytkowymi pomnikami nagrobnymi od I połowy XIX wieku[16].
- Ruina synagogi, z II połowy XIX wieku, przy ul. Krasickiego 3 (nr rej.: A/630 z 4.01.1988).[26]
- Pomnik ofiar poległych 18 lutego 1918 r., wysoki pomnik z piaskowca z podestem, wraz z trzema mogiłami zabitych, ogrodzony balustradą. Na pomniku zamieszczono tablicę treści: Ofiarom poległym / 18 lutego 1918 r. w Działoszycach / Cześć ich pamięci / Wojciech Pawęzowski l. 24 z Chmielowa / Stefan Starkiewicz l. 18[sic!] z Działoszyc / Wincenty Robak l. 54 z Wymysłowa[16]. Pomnik z kwaterą wpisany jest do "Ewidencji Grobów i Cmentarzy Wojennych" i rejestru miejsc pamięci narodowej (Nr wew. 09-01-004)[29][30][31].

## Liczba ludności
(liczba ludności zamieszkującej miasto Działoszyce według stanu na dzień 31 grudnia danego roku na podstawie Głównego Urzędu Statystycznego,)   - spadek liczby ludności rok do roku,   - wzrost).

- 2002 – 1122
- 2003 – 1120
- 2004 – 1117
- 2005 – 1091
- 2006 – 1065
- 2007 – 1041
- 2008 – 1040
- 2009 – 1015
- 2010 –  991 (1036)[a]   ew.
- 2011 – 1024   ew.
- 2012 – 1009
- 2013 –  981
- 2014 –  964
- 2015 –  944
- 2016 –  926
- 2017 –  913
- 2018 –  908
- 2019 –  897
- 2020 –  902(888)[b]  ew.
- 2021 –  882(868)[c]
- 2022 –  858
- 2023 –  848

## Demografia

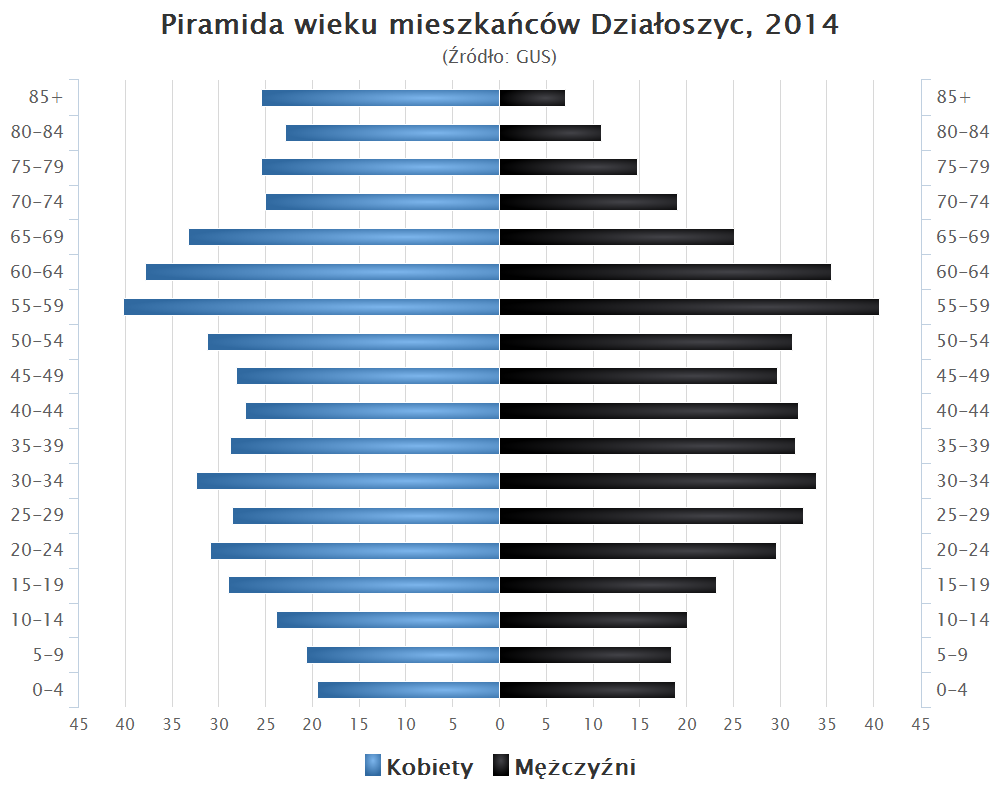
Piramida wieku mieszkańców Działoszyc w 2014 roku

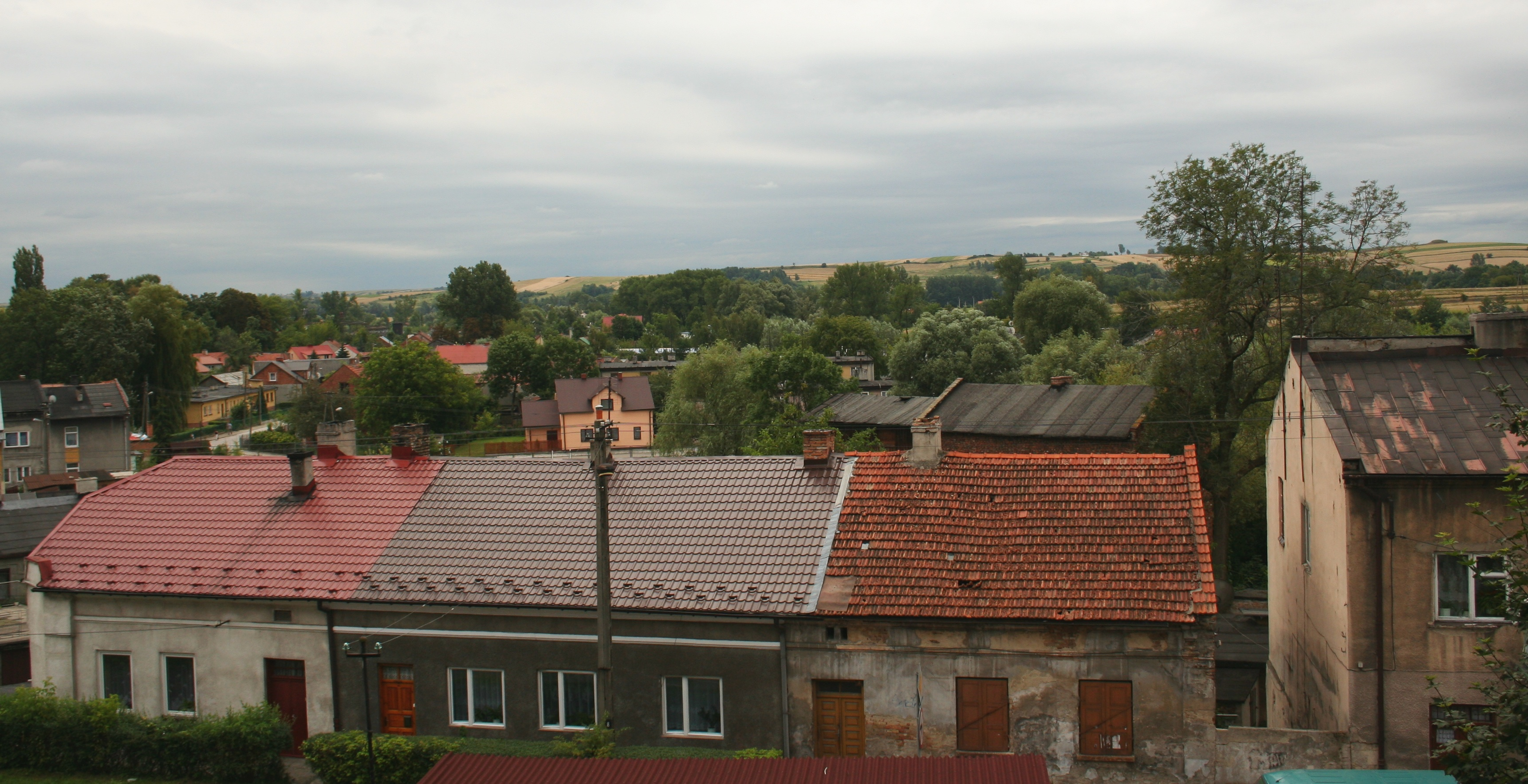
fragment zabudowań miasteczka z widokiem na kurhany z epoki brązu w Szczotkowicach, 2008, fot. Przykuta
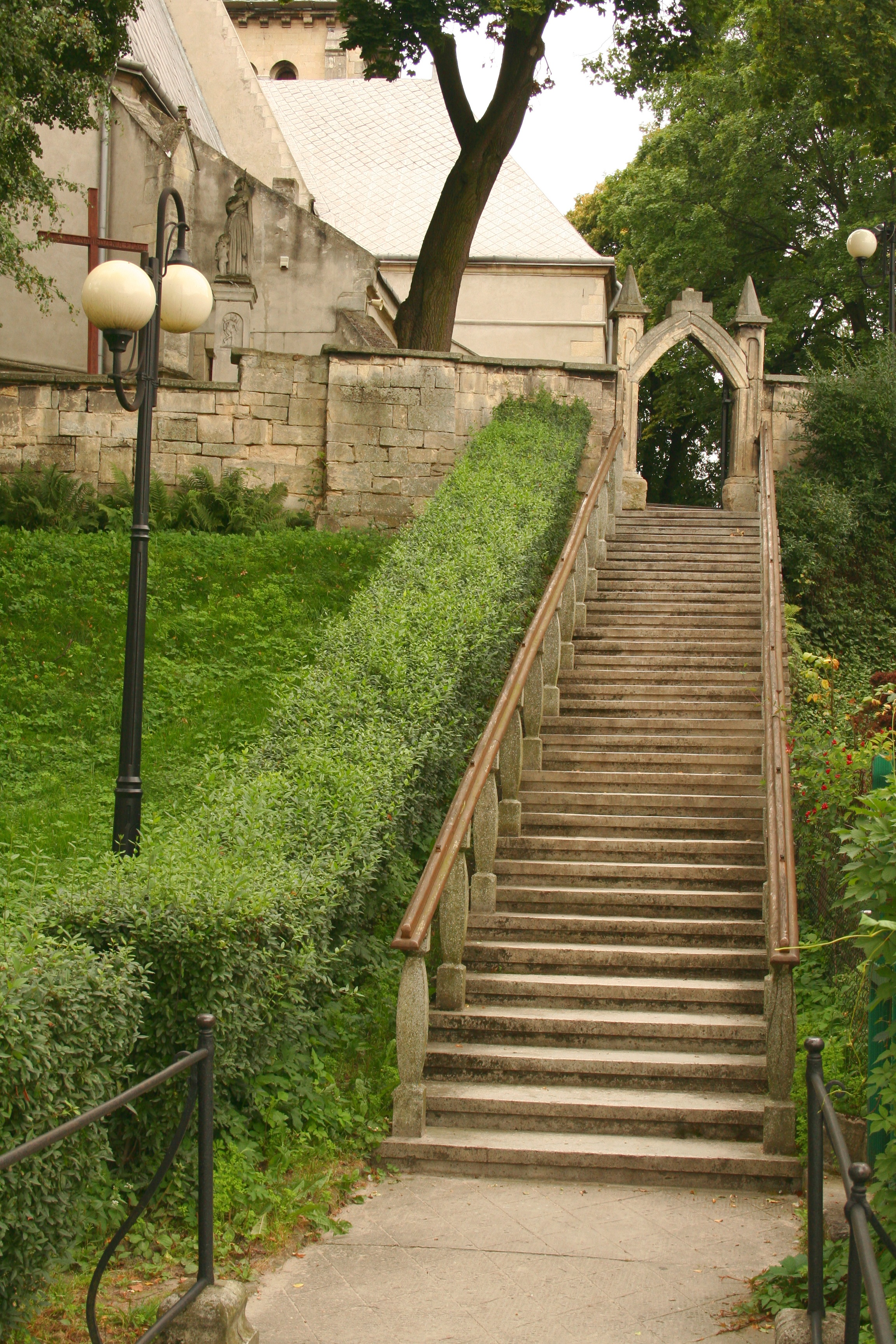
Schody prowadzące do bramki (z 1869 r.), mającej formę ostrołucznej arkady między dwoma filarami, znajdującej się w murze otaczającym plac wokół kościoła św. Trójcy, w 2008, fot. Przykuta
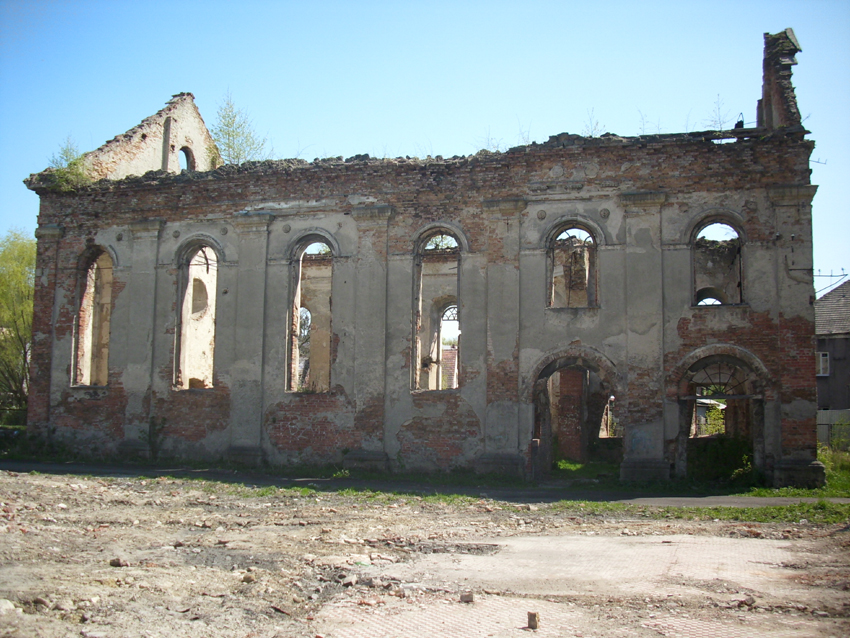
Ruiny synagogi w Działoszycach w 2009 r., przed remontem (w 2011 r.)
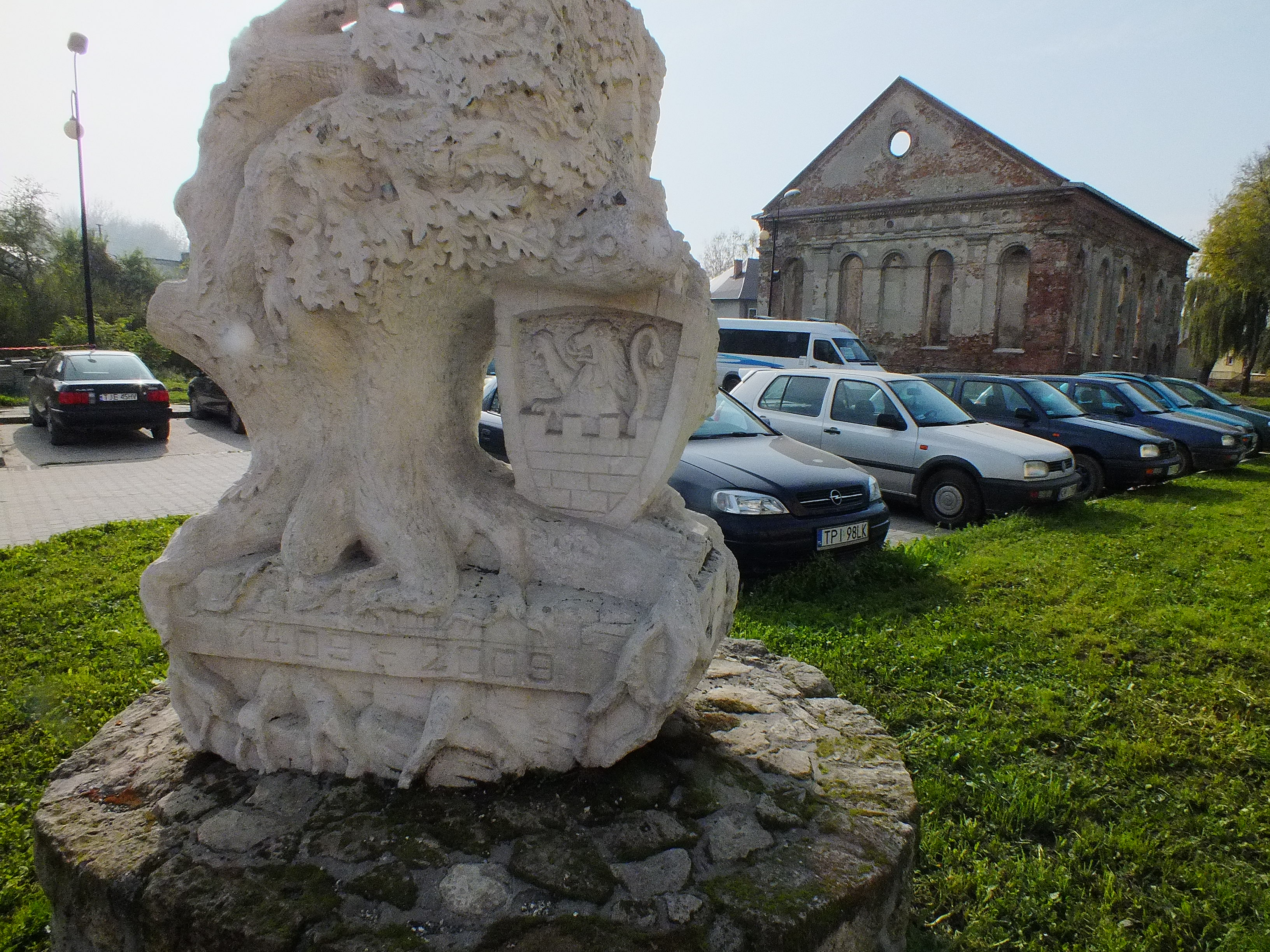
Pomnik ustawiony z okazji 600-lecia nadania praw miejskich (1409–2009), z herbem Działoszyc oraz w tle ruiny synagogi, 2014.